# Johann Claudius von Longard
Johann Claudius von Longard, auch Jean Claude Longard, (* 11. Mai 1820 in Koblenz; † 4. März 1901 in Sigmaringen) war ein preußischer Beamter und Abgeordneter.

## Familie
Johann Claudius Longard war der Sohn des Justizrats Johann Nepomuk Longard in Koblenz und der Christina geb. Lassaulx. 1852 heiratet er Therese Veit, Tochter des Historienmalers Philipp Veit. Sie starb 1870 und ein Jahr später heiratete er Franziska Veit, die Schwester seiner ersten Frau. Er hatte 13 Kinder, darunter der spätere Oberamtmann und Abgeordnete Philipp Longard.

## Leben
Er studierte Rechtswissenschaften in Freiburg, Bonn, Heidelberg und München. 1846 legte er die erste, 1849 die zweite Staatsprüfung ab. 1851 begann Longard seine berufliche Laufbahn als Assessor bei der Regierung in Düsseldorf. Bereits 1852 wurde er zur Regierung in Posen versetzt. 1854 schließlich kam er nach Sigmaringen, wo er ebenfalls bei der Behörde des Regierungspräsidenten tätig war und 1860 zum Regierungsrat ernannt wurde. 1869 berief man ihn zum Stellvertreter des Regierungspräsidenten. 1883 wurde er zum Geheimen Regierungsrat ernannt. 1884 übernahm Johann Claudius von Longard als Direktor des Verwaltungsgerichts Sigmaringen eine neue Aufgabe, die er bis zu seiner Pensionierung 1887 ausübte. Von 1892 bis 1894 war er außerdem für das Fürstenhaus Hohenzollern Abgeordneter im Kommunallandtag der Hohenzollernschen Lande und in dieser Zeit auch Mitglied des Landesausschusses.
1874 erhielt Johann Claudius von Longard das Ehrenkreuz des Ordens der Württembergischen Krone, welches mit dem persönlichen Adelstitel (Nobilitierung) verbunden war.